# The Hunt for Red October (1990)
The Hunt for Red October ist ein Computerspiel, das 1990 zu dem Film Jagd auf Roter Oktober erschien. Es wurde von Images Software entwickelt und von Leisuresoft für Amiga, Amstrad CPC, Atari ST, Commodore 64, ZX Spectrum und DOS veröffentlicht.

## Spielprinzip
Zunächst muss Protagonist Jack Ryan sich auf ein U-Boot abseilen. In einem weiteren Abschnitt steuert man in Form eines Side-Scrollers ein U-Boot und muss Eisbergen ausweichen, feindliche U-Boote abschießen und kann Power-ups einsammeln. Anschließend ist ein Rendezvousmanöver mit einem Rettungs-U-Boot durchzuführen. Im vierten Abschnitt wird eine größere Seeschlacht bestritten. Der fünfte und letzte Abschnitt stellt einen Endgegnerkampf dar.

## Rezeption
Es handele sich um routiniertes Actionspiel, ohne wirklich zu überzeugen. Die Musik sei wunderbar atmosphärisch. Das Scrolling sei technisch sauber. Die Zwischensequenzen zeigen lediglich Karten. Die Anleitung sei auf Deutsch übersetzt, aber voller Fehler. Der Schwierigkeitsgrad sei hoch. Auf dem Commodore 64 sei Grafik und Geräusche eher mäßig. Im Vergleich mit der namensgleichen Simulation, die drei Jahre zuvor erschien, sei es unterlegen. Die Umsetzung für Atari ST und PC sei eine Frechheit: technisch schlecht und grafisch nicht an die Plattform angepasst. Die Portierung auf den Game Boy sei gelungen, auch wenn das Spielprinzip sehr einfach gehalten sei. Neuerungen, die die Wiederspielbarkeit erhöhen fehlten, bis auf den Endkampf. Die Umsetzung für den Super Nintendo sei durchschnittlich.